# Stora Djupsjön, Södermanland
Stora Djupsjön är en sjö i Nyköpings kommun i Södermanland och ingår i Nyköpingsåns huvudavrinningsområde. Sjön har en area på 0,106 kvadratkilometer och ligger 46,4 meter över havet.

## Delavrinningsområde
Stora Djupsjön ingår i det delavrinningsområde (653914-157097) som SMHI kallar för Utloppet av Åbysjön. Medelhöjden är 46 meter över havet och ytan är 11,47 kvadratkilometer. Det finns ett avrinningsområde uppströms, och räknas det in blir den ackumulerade arean 25,31 kvadratkilometer. Utnorsån som avvattnar avrinningsområdet har biflödesordning 3, vilket innebär att vattnet flödar genom totalt 3 vattendrag innan det når havet efter 72 kilometer. Avrinningsområdet består mestadels av skog (78 procent). Avrinningsområdet har 1,35 kvadratkilometer vattenytor vilket ger det en sjöprocent på 11,8 procent.